# 오사와 마사치
오사와 마사치(일본어: 大澤真幸, 1958년 10월 15일 ~ )는 일본의 사회학자이다. 전 교토대 교수이다. 전공은 수리사회학, 이론사회학이다.

## 약력
나가노현 마쓰모토시 출신이다. 도쿄대 문학부 사회학과 졸업. 1987년 도쿄대 대학원 사회학 연구과 박사 과정을 단위 취득후 만기 퇴학. 1987년 4월~1990년 도쿄대 문학부 조교. 1990년 '행위의 대수학'으로 도쿄대 사회학 박사. 1997년 교토대 인간.환경학연구과 부교수. 2007년 교토대 인간.환경연구과 교수로 승격했다. 2009년 9월1일자로 사직했다.

## 같이 보기
- 가라타니 고진